# Монастырь Айя Напа
Монастырь Айя Напа (греч. Ιερά Μονή Αγίας Νάπας) — монастырь Константийской и Аммохостской епархии Кипрской православной церкви, расположенный в центре одноимённого города, которому дал название. Ныне музей.
В отличие от других древних монастырей Кипра, которые часто перестраивались после разрушений, Айя Напа дошёл до наших дней практически в первозданном виде.

## История
Согласно местной легенде, в пещере, где теперь располагается церковь, охотник нашёл чудотворную икону Пресвятой Богородицы. Собака охотника первой заметила светящуюся икону и, остановившись перед ней, начала настойчиво лаять, привлекая внимание хозяина. По всей вероятности, икона была помещена в пещеру в период иконоборчества (VII—VIII век н. э.) и благодаря этому была спасена. Пещера, тайник и источник свидетельствуют о существовании христианской общины с византийских времён.
Узнав об обнаружении иконы, многочисленные верующие начали посещать это место в пещере. В XIV веке пещера была надстроена и таким образом был основан храм.
Икону, а за ним и местность стали назвать «Панагия Напа» (можно перевести как «Пресвятая Богородица (из) леса»). Со временем икону стали называть просто Айя Напа. Имя Айя-Напа упоминается впервые в 1366 года, но, по имеющимся данным, применялось к данной местности и ранее.
Монастырь в его теперешней форме был основан в XV веке во времена венецианского правления на Кипре как католический. Церкви, мельницы и первые склепы были возведены на деньги богатой венецианки из Фамагусты, постригшейся в монахини против воли отца, который запретил ей выйти замуж за простолюдина.
После османского завоевания острова в 1571 году латинское духовенство было изгнано отсюда, и монастырь стал православным.
Монастырь несколько раз менял свой статус с мужского на женский. В последний раз монастырь стал мужским в 1668 году, но в 1758 году монахи по неизвестным причинам его покинули. После этого постройки монастыря пребывали в полузаброшенном состоянии до реконструкции 1950 года.
В 1950 году монастырь был реставрирован. В последующие годы он служил площадкой для проведения различных церковных собраний и конференций. В настоящее время действует в статусе музея. Но иногда здесь проводят и светские мероприятия, типа фестивалей. На площади рядом с монастырём начинается клубный квартал. Ежедневные службы Кипрской православной церкви проводятся в новом храме построенном в 50 метрах от монастыря. Здесь можно исповедоваться и причаститься.
9 мая 2008 года митрополит Константский Василий (Караяннис) на Международной научной конференции «Святитель Епифаний: отец и учитель Православной Кафолической Церкви, 368—2008 епископ Константийский» сообщил об открытии Академии культуры имени святителя Епифания Кипрского, которую планировалось разместить на территории бывшего монастыря Айя-Напа.
По словам митрополита Василия, «сегодня возродить монастырь невозможно, туризм влияет на жизнь монахов так, что сегодня не представляется возможным воссоздать обитель в качестве монастыря, а не приходского храма»